# باکسم
باکسم (به هلندی: Baexem) یک منطقهٔ مسکونی در هلند است که در لئودال واقع شده‌است. باکسم ۲٬۸۵۰ نفر جمعیت دارد.